# カステッラルクアート
カステッラルクアート（伊: Castell'Arquato）は、イタリア共和国エミリア＝ロマーニャ州ピアチェンツァ県にある、人口約4,600人の基礎自治体（コムーネ）。

## 地理

### 位置・広がり

#### 隣接コムーネ
隣接するコムーネは以下の通り。
- アルセーノ
- カルパネート・ピアチェンティーノ
- フィオレンツオーラ・ダルダ
- ルガニャーノ・ヴァル・ダルダ
- ヴェルナスカ

### 気候分類・地震分類
カステッラルクアートにおけるイタリアの気候分類 (it) および度日は、zona E, 2750 GGである。
また、イタリアの地震リスク階級 (it) では、zona 3 (sismicità bassa) に分類される。

## 行政

### 分離集落
カステッラルクアートには、以下の分離集落（フラツィオーネ）がある。
- Bacedasco Alto, Doppi, Pallastrelli, San Lorenzo, Sant'Antonio, Vigolo Marchese, Vigostano, Montagnano, Costa Stradivari

## 文化・観光
「イタリアの最も美しい村」クラブ加盟コムーネである。